# Jonathan Williams (racerförare)
Jonathan James Williams, född 26 oktober 1942 i Kairo i Egypten, död 31 augusti 2014 i Spanien, var en brittisk racerförare.
Williams deltog i ett formel 1-lopp säsongen 1967. Han körde en Ferrari i Mexiko 1967 och kom där på åttonde plats.